# Isla Eboro
Isla Eboro (en francés: Île Eboro) es una isla en el río Congo. Se encuentra en la República Democrática del Congo, a unos veinte kilómetros por encima de la localidad de Basoko. La isla tiene más de 30 km de longitud y se localiza específicamente en las coordenadas geográficas 1°03′34″N 23°51′47″E / 1.0595, 23.863